# Ревно
Ревно (укр. Ревне) — село в Мамаевской сельской общине Черновицкого района Черновицкой области Украины.
До 2020 года входило в Кицманский район
Население по переписи 2001 года составляло 1067 человек. Телефонный код — 3736. Код КОАТУУ — 7322588504.
Вблизи села находится Ревнянское городище IX—X веков. Остатки поселения Царина (посад), нескольких селищ (Микулинка, Гевда, Ревняк (Подгородище), Лищик) и святилища Городище (детинец) того же времени расположены непосредственно на территории села. Возможно, город был основан хорватско-моравским князем Святополком I. В поселении Царина (Ревно I) раскопаны полуземляночные жилища с печами-каменками, принадлежащие к ранней поре развития славянской лука-райковецкой культуры (VIII век).
На городище-убежище Ревно II около могильника с трупосожжениями расположена яма с пологими стенками (диаметр 5 м, глубина 50 см), заполненная пеплом, углём, пережжёнными костями, обломками посуды, костями животных. В центре углубление находится столбовая яма, окружённая полукругом столбовых ямок. Учёные считают городище святилищем.
В первой половине X века на мысу Городище построили новую деревянно-земляную крепость, ставшую военно-феодальным центром.